# Nowe Żukowice
Nowe Żukowice – wieś w Polsce położona w gminie Lisia Góra, w powiecie tarnowskim, w województwie małopolskim.
W latach 1975–1998 miejscowość położona była w województwie tarnowskim.
Nowe Żukowice leżą na Płaskowyżu Tarnowskim.

## Części wsi
| SIMC    | Nazwa         | Rodzaj     |
| ------- | ------------- | ---------- |
| 0822630 | Dębowiec      | część wsi  |
| 0822647 | Gołębin       | część wsi  |
| 0822653 | Górówka       | część wsi  |
| 0822699 | Katary        | przysiółek |
| 0822660 | Laski         | część wsi  |
| 0822676 | Marek         | część wsi  |
| 0822682 | Na Wątoku     | część wsi  |
| 0822707 | Nowy Jawornik | przysiółek |

## Edukacja
Na terenie miejscowości działa obecnie przedszkole oraz szkoła podstawowa im. Jana Pawła Wielkiego.